# 特瑞堡集團
特瑞堡集團（瑞典語：Trelleborg AB）是瑞典一家專精於聚合物與橡膠的跨國企業，成立於1905年，總部設於斯科訥省特雷勒堡，旗下共分成塗層系統、工業系統、海洋工程與建設、密封系統和輪胎系統等五個事業群。
該公司的年銷售額中約有100%來自工業橡膠用品（軟管、橡膠密封等）。其中在工業橡膠用品的項目中，2011年該公司的年銷售量排名全球第三。 。
1905年在橡膠界相當活躍的亨利·當克與約翰·庫克創設特瑞堡橡膠廠公司（Trelleborgs Gummifabriks AB），初期僱用了約150名工人，主要生產自行車輪胎與工業用橡膠。在第一次世界大戰期間，瑞典軍隊曾下了大量訂單給該公司。
1930年代該公司的規模迅速擴張，員工數超過1千名；而該公司的外銷營業比例也由1950年的4%提升至1970年的40%。 1964年該公司在OMX證券交易所掛牌上市，1977年更名成現行的特瑞堡集團。 1983年至1991年間該公司改變成多角化經營的策略，特別注重礦業與金屬業；但是隨後卻改回橡膠製品，直到1999年決定專注於工業橡膠用品。 2003年起，該公司開始生產精密密封。

## 集團概覽
2017年銷售總額：約320億瑞典克朗（ 326億歐元，369億美元）。在全球50個國家僱用員工約23,000人，擁有大約100家製造廠。

## 事業群
特瑞堡集團麾下共分成五大事業群：
- 特瑞堡工業系統：消防系統、工業減震系統以及工業密封系統等。
- 特瑞堡密封系統：為工業、航空和汽車提供精確密封。
- 特瑞堡輪胎系統：提供農用、林業用以及物料搬運車輛輪胎。

## 重大發展史
1905年 Trelleborgs Gummifabriks AB 公司成立；1930年 開始開發汽車輪胎產品；1950年 成為跨國集團；1970年 增加工業橡膠產品的生產；1975年 逐步停止汽車和卡車輪胎的生產；1990年 銷售額達252億，為瑞典克朗的集團企業。以礦場和金屬為主（瑞典布利登）；1999年 開始致力於工業領域；2003年 收購Smiths Group Plc 組建特瑞堡密封系統業務領域；2012-2016年 組建減震解決方案領域的合資企業 Trelleborg Vibracoustic。

## 外部連結
- 官方網站